# Gastón Gil Romero
Gastón Gil Romero (General Roca, 6 maggio 1993) è un calciatore argentino, centrocampista dell'Audax Italiano.